# Boffalora d’Adda
Boffalora d’Adda – miejscowość i gmina we Włoszech, w regionie Lombardia, w prowincji Lodi.
Według danych na rok 2004 gminę zamieszkiwały 1042 osoby, 130,2 os./km².